# Харито
Вижте пояснителната страница за други личности с името Харито.
Харито (на латински: Charito; † 380 г.) е римска императрица през 363 – 364 г., съпруга на римския император Йовиан.

## Биография
За нея споменава само Зонара. Тя е дъщеря на Луцилиан, военен командир в Сирмиум по времето на Констанций II. Той служи като командир през 350 г. по време на конфликтите със Сасанидската империя и e comes domesticorum при Констанций Гал.
Харито се жени за Йовиан, син на Варониан, който е comes на Панония. През 363 – 364 г. Харито е римска императрица. Тя е майка на Варониан. Някои смятат, че има двама сина.
Харито става вдовица на 17 февруари 364 и живее до 380 г., началото на управлението на Теодосий I.
Харито и Йовиан са погребани в църквата Свети Апостоли в Константинопол.